# CBM3032
CBM3032は、1979年に発売されたパーソナルコンピュータ。コモドールがPETという名称をヨーロッパで使えなかったために、PET 2001をCBM30xxと改称して出荷したシリーズの最上位機種である。

## 概要
不評だったPET 2001のキーボードを本格的なものに換装し、RAMを32KByteに増強した。

## CPU
6502 1MHz

## メモリー容量
32KByte

## ディスプレイ
内蔵型。
モノクロ（グリーン）9インチブラウン管、40文字×25行。

## キーボード
PET 2001は電卓のようだと揶揄された粗末で小さく押しづらくキートップ印字がすぐ剥げるキーボード（マトリックス・キーボードと呼ばれる）を採用していたが、CBMシリーズでは本格的なキーボード（ターミナル・キーボードと呼ばれる）を採用している。
なお、のちに発売された、よりビジネス志向を高めたCBM8032では、配列・タッチの異なるキーボード（タイプライタ・キーボードと呼ばれる）が採用されていた。（そのため、ここではCBM30xxシリーズのキーボードを「タイプライタ型」と呼ぶことは避ける）

## 外部インタフェース
カセットテープレコーダ、8ビットパラレルポート、IEEE 488 （いずれもエッジ・コネクタ）

## 外部記憶装置

### カセットテープレコーダ
PET 2001のキーボードは小型であったため、その左側にカセットテープレコーダーを搭載していたが、CBM3032ではキーボードを換装した結果その場所がなくなった。
このため、カセットテープを使用する場合は、外部カセットテープレコーダーを使用することになる。
なおPET 2001にも後期にはCBM30xxシリーズと同じキーボードを採用し、カセットテープレコーダーを内蔵していないモデルが存在する。また、カセットテープレコーダーを内蔵したPET 2001にも外部カセットテープレコーダーコネクタは存在し、システム的には2台までのカセットテープレコーダーをサポートしていた（のちのCBM8032に至るまで、基板上のカセットテープレコーダーインターフェイスは内蔵用・外部用の2つが存在していた。）。

### フロッピーディスクドライブ
5.25inch (アンフォーマット時320KB/フォーマット時170KB)のデュアルフロッピーディスクドライブCBM3040が後に発売された。
このフロッピーディスクドライブは、IEEE 488バスでPET/CBMと接続される。CPUがI/O用とディスクコントロール用に搭載され、当時の多くのパーソナルコンピューター用フロッピーディスクドライブとは異なり、インテリジェント型であった。
IEEE 488バスとインテリジェント性を活かして、ピギーバック式に複数台のフロッピーディスクドライブを接続することが出来た。しかし、ディスク入出力コマンドでは「デバイスナンバー」を指定する必要が生じ、いささか煩雑でもあった。

## 価格
1979年、売り出し当時 29万8000円。